# 1981 új világörökségi helyszínei
Az UNESCO Világörökség Bizottsága az 1981. október 26-30. között Sydney-ben megtartott 5. ülésszakán az alábbi helyszíneket nyilvánította a világörökség részévé:
| | Mamut-barlang Nemzeti Park |
| Amerikai Egyesült Államok |                            |
| Természeti (VII)(VIII)(X) |                            |
| Védett terület: 21 191 ha, hivatkozás: 150 |                            |
| Kentucky államban a Glenn folyó partjánál a 212 km² területű Mamut-barlang Nemzeti Parkban található karsztvidék rejti a világ legnagyobb ismert barlangrendszerét. Már eddig is több mint 590 km összhosszúságú járatot fedeztek fel, és még mindig vannak ismeretlen, esetleg több száz kilométernyi folyosó. A járatok tekintélyes méretű termekben öblösödnek ki, amelyekben föld alatti tavak, esetleg zuhatagok találhatók. A barlangrendszert két föld alatti folyó is keresztezi.A barlangok kialakulásához szükséges geológiai folyamatok a mai napig működnek. A mészkőalakzatokat, a függő cseppköveket a csepegő víz évmilliók alatt hozta létre, a kalcitlerakódásokból oszlopok alakultak ki. A barlang a hozzá tartozó nemzeti parkkal együtt több mint kétszáz olyan állatfajnak ad otthont, amelyek kifejezetten barlangrendszerek vidékén fordulnak elő, közülük 42 faj teljesen alkalmazkodott az állandó sötétséghez. Közéjük tartozik a barlangi vakhal, a Kentucky-barlangi rák és a barlangi tücsök. A terület ezen kívül különböző szalamandra- és békafajoknak is otthont ad, valamint számos denevérfaj menedéke. A barlangot körülvevő nemzeti park mérsékelt égövi lombhullató erdejében elsősorban tölgyfa él. |                            |

| | Olympic Nemzeti Park |
| Amerikai Egyesült Államok |                      |
| Természeti (VII)(IX) |                      |
| Védett terület: 369 659,8 ha, hivatkozás: 151 |                      |
| A Seattle közelében elterülő, 362 848 hektárnyi parkot nyugaton a Csendes-óceán, északon a Juan de Fuca-szoros, délen egy széles csatorna határolja. A félsziget közepén emelkedik ki az Olympic-hegység, közepén a 2428 méter magas Olympus-heggyel. A nemzeti park erdőkkel körülvett, alpesi rétekkel és jégfedte hegycsúcsokkal tarkított vidék. Különleges fekvése egyedülálló bioszférát hozott létre, legfontosabb jellegzetessége a mohákkal borított fákból álló mérsékelt égövi esőerdő. A park két részre osztható, egy hegyvidéki területre és egy óceánpart melletti sávra. A hegyvidékes részen mintegy hatvan gleccser található, ezek az egyenlítőhöz legközelebb eső kétezer méter alatt induló gleccserek a világon. Az erdők nagyrészt tűlevelű fákból állnak (erdei fenyők, lucfenyők, cédrusok), és többek között havasi kecskéknek, jávorszarvasoknak, pumáknak, feketemedvéknek és hódoknak adnak otthont. Az erdők komoly kereskedelmi értéket képviselnek, a védett területen kívüli fák gyakorlatilag teljes egészében feldolgozásra kerülnek. Az óceáni partszakasz megközelítőleg száz kilométer hosszú, itt tengeri sünök, kagylók, rákok és madarak élnek. Az óceánba ömlő folyókban édesvízi a torkolatnál sósvízi halfajok találnak menedéket. |                      |

| | Los Glaciares Nemzeti Park |
| Argentína |                            |
| Természeti (VII)(VIII) |                            |
| Védett terület: 726 927 ha, hivatkozás: 145 |                            |
| A látványos hegyekkel, gleccserekkel, jeges tavakkal borított nemzeti park az Andok szívében a chilei határ közelében terül el. 13 gleccsere csak egy része a nagy kiterjedésű patagóniai jégmezőnek, amely az Antarktiszt leszámítva a világ legnagyobb összefüggő jégtömege. A jégmezőn összesen 47 nagyobb gleccser található, míg további 200 a fő jégtáblától függetlenül helyezkedik el. A nemzeti park legmagasabb hegye a 3375 méter magas Monte Fitz Roy a terület északi részén magasodik nem messze a szintén több mint 3000 méteres Cerro Torrétól. Látványos gránitcsúcsaik kőtüskékhez hasonlóak. Két legfontosabb tava az Argentino és a Viedma, főleg a 160 kilométer hosszú Argentino-tó, amelybe három gleccser jégtömbjei zúdulnak. Ezek közül legnagyobb a Perito Moreno-gleccser, amely 60 méter magasan tornyosul a tó vízszintje fölé. A park állatvilága főleg madarakból áll, az itt élő mintegy száz faj között hattyúk, kacsák, ludak, flamingók, kondorkeselyűk és Darwin-nanduk találhatók. |                            |

| | Nagy-korallzátony |
| Ausztrália |                   |
| Természeti (VII)(VIII)(IX)(X) |                   |
| Védett terület: 34 870 000 ha, hivatkozás: 154 |                   |
| Az Ausztrália északkeleti partjainál húzódó Nagy Korallzátony a világ legnagyobb korallzátonya. Ez egyben a világ legnagyobb természeti építménye, amelyet korallpolipok alakítottak ki mintegy nyolcezer év alatt. A poliplárvák a vízfelszín közeli szirtekre telepszenek, mészvázat választanak ki, telepeket hoznak létre, majd pusztulásuk után mészvázuk maradványain a lárvák egy újabb nemzedéke talál élőhelyet. A közel kétezer kilométer hosszú zátonyrendszer a parttól 15-200 kilométer távolságra követi a kontinens keleti partvonalát, kiterjedése meghaladja a húszezer négyzetkilométert. A zátonyt alkotó megközelítőleg kétezerötszáz korallszirtet és ötszáz korallszigetet ezerötszáznál is több halfaj, körülbelül ötezer fajta puhatestű, továbbá szivacsok, tengeri rózsák tengeri férgek és héjas állatok népesítik be. Az egyes zátonyok két fő csoportra oszthatók, a sugaras növekedés következtében kialakuló teraszos vagy foltszerű, valamint az erős áramlatok közelében kialakuló úgynevezett falzátonyok. A területen a mai napig fedeznek fel eddig ismeretlen fajokat. A Nagy Korallzátonyhoz tartozó szigetek egy részén erdők nőnek, madarak élnek és édesvízi patakok erednek. |                   |

| | Kakadu Nemzeti Park |
| Ausztrália |                     |
| Vegyes (I)(VI)(VII)(IX)(X) |                     |
| Védett terület: 1 980 994,92 ha, hivatkozás: 147 |                     |
| A Darwin várostól 250 kilométerre fekvő nemzeti park megközelítőleg húszezer négyzetkilométeren terül el. A parkban megtalálható Ausztrália madárfajainak egyharmada és emlősfajainak egyötöde. Itt él a Föld legnagyobb hüllője a sósvízi krokodil is. A táj változatos, homokkő falakból, árterekből, monszunerdőkből, szavannákból, és árapály-síkságokból áll. A folyó tölcsértorkolatát mangrovefák borítják. A természetvédelmi terület több mint ötvenezer éve folyamatosan lakott, nemzetközi elismertségre a 20. század közepén tett szert, amikor az ásatások során kőkorszaki szerszámokat tártak fel. A történelem előtti időkben élő vadászó-gyűjtögető népcsoportoktól a ma is élő bennszülött népekig barlangfestményeken és sziklába vésett alakzatokon örökítették meg életük eseményeit. A nemzeti park képe az évszakok változásával nagymértékben átalakul, az esős évszak idején több száz négyzetkilométeres árterek keletkeznek. Ilyenkor a part menti sávokat élénk színű növények borítják, és népes madárkolóniáknak adnak otthont. |                     |

| | Willandra-tóvidék |
| Ausztrália |                   |
| Vegyes (III)(VIII) |                   |
| Védett terület: 240 000 ha, hivatkozás: 167 |                   |
| Az Új-Dél-Wales délnyugati részén található Willandra-tóvidék az itt feltárt negyvenezer éves településnyomokról és emberi maradványokról nevezetes. Amikor a tavakat tápláló folyó elapadt fokozatosan minden egyes tó független rendszerré vált, sósvízű tóvá vált, majd kiszáradt. A tóvidék fontos mérföldkő az emberi faj ausztráliai fejlődésének tanulmányozásában, a helyszínen részben rekonstruálható hogyan hatott egymásra az ősember és a változó természeti környezet. Az itt feltárt legfontosabb leletek közé tartoznak 35-45 ezer éves emberi csontvázak, 18 ezer éves szerszámok és egy 30 ezer éves tűzrakóhely. A szerszámokat a Homo sapiens sapiens, azaz a modern ember használta, és itt tárták fel legrégebbi nyomait Ausztráliában. A területen korábban a Mungo-tó partvidéke húzódott, azonban ez a tó megközelítőleg 15 ezer évvel ezelőtt kiszáradt. Az ásatások során számos jó állapotban fennmaradt állatfosszíliát is feltártak. Napjainkban a terület legjellegzetesebb állata Ausztrália legnagyobb madara az emu. |                   |

| | Nimba-hegy Természeti Rezervátum |
| Elefántcsontpart és Guinea közös világörökségi helyszíne |                                  |
| Veszélyeztetett világörökségi helyszínek listájára került: 1992 |                                  |
| Természeti (IX)(X) |                                  |
| Védett terület: 17 540 ha, hivatkozás: 155 |                                  |
| Az Elefántcsontpart és Guinea határán fekvő, a környező szavannák fölé magasodó Richard-Molard-hegy a két ország legmagasabb pontja és a 180 négyzetkilométeres rezervátum központja. A terület földrajzilag egyedülálló és mintegy kétszáznegyven endemikus fajnak ad otthont. A rezervátumot csaknem teljesen érintetlen erdő borítja, az alacsonyabb lejtőkön lombhullató fák találhatók, ezer méternél magasabban hegyvidéki erdők, míg a csúcs közelében hegyi szavanna terül el. A rezervátumban él a fokozottan veszélyeztetett Mount Nimba-varangy, az elevenszülő varangy, valamint csimpánzok, elefántok, bivalyok, antilopok, oroszlánok, hiénák és cerkófok. Az alacsonyabb területeket lápvidék borítja, ez keselyűk, kígyók, kétéltűek menedéke. A rezervátum élővilágát vasércbányászat fenyegeti, ezen kívül nagy kárt okoznak az elefántcsontparti menekültek is akik orvvadászattal foglalkoznak. Ennek következtében a rezervátum 1992-ben felkerült a veszélyeztetett világörökségi helyszínek listájára |                                  |

| | Notre-Dame-székesegyház (Amiens) |
| Franciaország |                                  |
| Kulturális (I)(II) |                                  |
| Védett terület: 1,54 ha, puffer zóna: 115 ha, hivatkozás: 162 |                                  |
| A Picardia régió fővárosában álló Notre Dame-katedrális az egyik legnagyobb 13. századi, gótikus stílusban épült székesegyház. A templom hatalmas méreteiről, valamint figurális díszítéseiről nevezetes és sértetlenül vészelte át a háborúkat. A háromhajós, bazilika szerkezetű épület alapterülete 7700 négyzetméter, hossza 145 méter, hosszházának magassága 42,3 méter. A jelenlegi épület helyén egy román stílusú templom állt, ami 1218-ban egy tűzvészben elpusztult. A mostani templom építését Évrard de Fouilloy püspök kezdeményezésére 1220-ban kezdték meg. A Robert de Luzarches tervei alapján épült templom főhajója 1245-re elkészült és a 13. század végére már állt az épület nagy része. 1292 és 1375 között a székesegyházat az oldalhajók támpillérei közé épített kápolnákkal bővítették. A nyugati homlokzatot három portál, két négyszögletes, csúcs nélküli torony és egy hangsúlyos rózsaablak díszíti. A portálok ívei alatt elhelyezkedő timpanonokon az Ó- és Újszövetségből vett jeleneteket ábrázoltak. |                                  |

| | Arles római kori és román stílusú műemlékei |
| Franciaország |                                             |
| Kulturális (II)(IV) |                                             |
| Védett terület: 65 ha, hivatkozás: 164 |                                             |
| Az ókorban stratégiailag fontos helyen fekvő Arles legrégebbi római épületei az i. e. 1. században épültek. Közéjük tartozik az aréna, a színház és a fórum alatt kialakított folyosórendszer, amit feltehetően gabonatárolásra használtak. A 33 széksoros színház tízezer, míg az aréna húszezer ember befogadására volt képes. Utóbbi 136 méter széles és 107 méter hosszú, a legnagyobb ma is álló ókori aréna és egészen az 5. századig rendeztek benne gladiátorküzdelmeket és állatviadalokat. A település még a 4. században is virágzott, ebből a korból maradt fenn a Constantinus kori fürdő, ami eredetileg egy 200 méter hosszú palotához tartozott. A települést sírkertek vették körül, ezek közül a régészetileg legfontosabb a Les Alyscamps-temető, amely jó állapotban megmaradt szarkofágjaival betekintést enged a kor temetkezési szokásaiba. A város a 11. és a 12. században újra virágkorát élte, ekkor emelték jelentős román stílusú építményeit. Egész Provence egyik legfontosabb román kori műemléke, a falakon belül álló Saint Trophie-templom figyelemre méltó portáljával és kolostorával is ekkor épült. Szintén jelentős az 1040-ben alapított Saint Honorat-kolostor ami a Santiago de Compostelába vezető zarándokút egyik fontos állomása lett. |                                             |

| | Fontenayi ciszterci apátság |
| Franciaország |                             |
| Kulturális (IV) |                             |
| Védett terület: 5,77 ha, puffer zóna: 1 397 ha, hivatkozás: 165 |                             |
| A Burgundia északi részén fekvő apátságot Clairvaux-i Szent Bernát alapította 1119-ben. A templom építését 1130-ban kezdték meg és III. Jenő pápa szentelte fel 1147-ben. Ez Európa egyik legrégebbi cisztercita apátsága. A templom, a hozzátartozó kolostor, a refektórium, a hálóhelyiségek, a malom, a pékség és a vasműhely egy szigorúan zárt, jobbára díszítetlen egységet alkot. Az egyszerű és harmonikus épületegyüttest magas falak veszik körbe. A 12. század végéről származó kovácsműhely az egyik legrégebbi megmaradt ipari épület Franciaországban. Az apátsági templom eredetileg kizárólag a kolostori közösség hitéletét szolgálta, ezért a templomot és a dormitóriumot egy lépcsővel kötötték össze. Az épületegyüttest 13. a 15. és a 16. században többször is átalakították, A 18. században a régi épületek egy része helyén újakat emeltek, majd 1906-ban restaurálták de az apátság eredeti szerkezete ma is jól érzékelhető. Az 1970-es években újratelepítették az apátságot körülvevő kertet, virágokkal hangsúlyozták az épületeket. |                             |

| | Fontainebleau-i kastély és a kastélyt övező park |
| Franciaország |                                                  |
| Kulturális (II)(VI) |                                                  |
| Védett terület: 144 ha, hivatkozás: 160 |                                                  |
| A Párizstól 60 kilométerre délre fekvő Fontainebleau a francia udvar egyik legfontosabb és legtekintélyesebb rezidenciája volt. Az erdőkkel és parkkal körülvett királyi lakhelyet az évszázadok során többször is átformálták, egy 12. századi, VII. Lajos idejében emelt vadászházból alakították át egy olasz és francia művészeti hatásokat ötvöző kastéllyá. Az átépítések során az eredeti épületnek csak egy tornya maradt meg. Az itt alkalmazott építészeti megoldások egész Európa művészetére hatással voltak. Az első átalakítást 1528-ban kezdték el, I. Ferenc király utasítására, aki Itáliából hívott meg művészeket. Az egymást követő építkezések egészen a 19. századig folytatódtak, az épületegyüttes csak ekkor nyerte el ma is látható formáját. Az öt belső udvarral rendelkező kastély legfontosabb részei a patkó alakú lépcsősor, a bálterem, a Diána galéria III. Napóleon könyvtárával, a Palota-kápolna és a klasszicista trónterem. Az épülethez partozó lépcsőzetes kertet a 17. században kezdték kialakítani André de Norte, tervei alapján. Jellegzetességei a formára nyesett bokrok és geometriai mintákat követő ösvényei. |                                                  |

| | Orange ókori római amfiteátruma és környezete, a "Orange-i diadalív" Orange-ban |
| Franciaország |                                                                                 |
| Kulturális (III)(VI) |                                                                                 |
| Védett terület: 9,45 ha, puffer zóna: 232 ha, hivatkozás: 163 |                                                                                 |
| Orange ókori színháza az egyik legjobb állapotban fennmaradt római kori színház, jellegzetessége a színpad és annak falai. Az 1. században épült 103 méter hosszú és 37 méter magas homlokzattal ellátott színház befogadóképessége tízezer fő volt. A falakat feltehetőleg márványtáblákkal borították és falmélyedéseket alakítottak ki bennük, ahova szobrokat helyeztek el. Miután a kereszténység lett a hivatalos vallás az épületet 391-ben császári parancsra bezárták, kiürítették, majd a barbár támadások alatt kifosztották. Később kőbányának használták, azután börtönné alakították át. 1825-ben elkezdték helyreállítani és helyi ünnepségeket szerveztek benne. A város északi részén álló diadalív, a tartományi diadalívek legszebb példája i. e. 25 körül készült el és a legjobb állapotban megmaradt római kori boltív egész Gallia területén. A városközpontot a Via Agrippával összekötő úton álló, a Pax Romanának emléket állító domborművekkel díszített építmény 20 méter széles, 18 méter magas |                                                                                 |

| | Quiriguá maja régészeti parkja és romjai |
| Guatemala |                                          |
| Kulturális (I)(II)(IV) |                                          |
| Hivatkozás: 149 |                                          |
| A hondurasi határ közelében elterülő Quiringuá Nemzeti Park területén álló monumentális épületegyüttes piramisok, teraszok és lépcsők összetett rendszeréből áll. Az első lakók nyomai i. sz. 200 körülre datálhatók. A gazdagságát jáde- és obszidiánkereskedelemmel megalapozó város a 7. és a 10. század között élte fénykorát, ekkor a Karib-tenger kikötőivel is szoros kapcsolatban állt. Kezdetben politikailag a jelenleg Honduras területén található Copántól függött, de 738-ban függetlenné vált és jelentős központtá fejlődött. A ma látható legszebb műemlékek a 8. századból valók, köztük sztélék, amelyek feliratai fontos információkat hordoznak a maja történelemmel, benne politikai és katonai eseményekkel, valamint az időszámítással kapcsolatban. Ezek a feliratok olyan magas művészi színvonalak képviselnek, hogy önálló műalkotásoknak is tekinthetők. Jellemző rájuk a magas és mély domborművek ötvözése, és a frontális ábrázolásmód. Elkészítésükhöz nem használtak fémszerszámokat, egyetlen eszközük a kővéső volt. A legnagyobb sztélé az úgynevezett E sztélé a maja kor legnagyobb fejtett kőtömbje, magassága több mint tíz méter, súlya eléri a hatvan tonnát. |                                          |

| | Jeruzsálem óvárosa |
| Jeruzsálem óvárosa Jordánia javaslatára került fel a listára |                    |
| Kulturális (II)(III)(VI) |                    |
| Hivatkozás: 148 |                    |
| Jeruzsálem három nagy világvallás, a kereszténység, a judaizmus és az iszlám szent városa. Több száz műemléke között mindhárom vallási közösség számára fontos helyszínek találhatók, a zsidóságnak a Templomhegy és a Siratófal, a keresztényeknek a Szent Sír-templom, a muszlimoknak pedig a Sziklamecset és az Al-Aksza-mecset. A hagyomány szerint az Első Templomot Salamon király idejében építették az i. e. 10. században, majd az i. e. 6. században a babilóniaiak lerombolták. I. e. 525-ben elkészült a Második Templom , amit az i. e. 1. században Nagy Heródes kibővíttetett, a bővítés része volt a ma is látható Siratófal. Ezt a templomot a rómaiak rombolták le az i. sz. 1. században. A 4. századtól a város keresztény fennhatóság alá került és a 335-ben elkészült a Jézus sírjának helyét jelölő Szent Sír-templom. Az arabok 638-ban elfoglalták Jeruzsálemet ezután emelték (a 7. század végén) a Sziklamecsetet és a 8. század elején az Al-Aksza- mecsetet. 969-ben a Fátimida dinasztia került hatalomra és ekkor lepusztították a zsinagógákat és a keresztény templomokat. 1099-ben keresztesek foglalták el, ezután újjáépítették a Szent Sír-templomot. 1187-ben muszlimok uralma alá került és a 17. századig török fennhatóság alatt állt. Jeruzsálemben a 13. század óta egyre több zsidó élt, akik az évszázadok során egyre nagyobb szerepet játszottak a város életében míg végül 1980-ban hivatalosan is Izrael fővárosa lett. |                    |

| | Anthony-sziget |
| Kanada |                |
| Kulturális (III) |                |
| Hivatkozás: 157 |                |
| A Brit Columbia tartományban található Antony-sziget (haida nyelven SGAng Gwaii-sziget) a Gwaii Haanas Nemzeti Park része. A terület már évezredek óta lakott volt, a falu az 1880-as években néptelenedett el. A haidák a 18. század végén kerültek kapcsolatba az európaiakkal, és az idegenek által behurcolt betegségek megtizedelték a törzset. Napjainkban a becslések szerint mintegy kétezer, magát haidának valló ember él. A szigeten álló Ninstints falu 32 totemoszlopa és cédrusfából ácsolt hosszúházai a haida nép ősi kultúrájáról tanúskodnak. Az egykor élénk színekkel díszített totemoszlopok a hétköznapi életből vett jeleneteket, mesebeli állatokat és mitikus alakokat ábrázoltak. Tetejükre a klán jelvénye került, az oldalukba fúrt lyukakba pedig az elhunytak hamvai. A nemzeti park környéki vizekben kardszárnyú delfinek, hosszúszárnyú bálnák, delfinek, oroszlánfókák fordulnak elő, és tavaszi vándorlása során a nyarat a Bering-tengerben töltő szürke bálnák is útba ejtik. |                |

| | Betört Fej bölényugrató |
| Kanada |                         |
| Kulturális (VI) |                         |
| Védett terület: 4 000 ha, hivatkozás: 158 |                         |
| A Betört Fej bölényugrató vagy más néven a Lezuhanó Bölények Szakadéka egy homokkő fal, ahova egész bölénycsordákat hajtottak fel. A régészeti kutatások alapján valószínűsíthető, hogy már i. e. 3600-ban ejtettek el itt állatokat, és egészen i. sz. 1850-ig vadásztak a szakadékban. A bölények könnyebb tereléséhez hosszú kőfalakat építettek. Az állatok nem tudtak időben reagálni a veszélyre, így lezuhantak a szirtről. Ez a vadászati módszert egészen a puskák megjelenéséig hétköznapinak számított. Ilyen „bölényugratók” Észak-Amerika más részein is léteztek, de ez volt az egyik legfontosabb vadászterület, ahol meg tudták állapítani, hogy mikortól használták. Az ásatások során kijelölt csapások nyomait, egy temetkezési halmot és rengeteg bölénycsontvázat tártak fel. Az elpusztult bölényeket a táborban dolgozták fel, azt a húst amit nem azonnal fogyasztottak el megszárították. Az állatok bőréből sátrakat és ruhát készítettek, a csontokból fegyvereket és hétköznapi használati tárgyakat. |                         |

| | Fez medinája (óvárosa) |
| Marokkó |                        |
| Kulturális (II)(V) |                        |
| Védett terület: 280 ha, hivatkozás: 170 |                        |
| Fezt a 9. században alapították a Szaharán áthaladó a Földközi-tenger felé vezető egyik kereskedelmi út mentén. A település a spanyol-arab civilizáció egyik legszebb és jó állapotban fennmaradt példája. A világörökségi helyszín az óváros Fez el-Bali és Fez el-Dzsedid városrészeit foglalja magába, ahol medreszék, bazárok, paloták, rezidenciák, mecsetek és szökőkutak találhatók. A legrégebbi városrészt, Fez el-Balit tizenkét kapuval tagolt városfal veszi körül. Két jól elkülönülő pontja van a Fez folyó jobb és bal oldalán, amit a spanyolországi Córdobából, valamint Kairouanból (a mai Tunézia területén) érkezett menekültek népesítették be. A városrészben álló Kairuánán-mecset ad otthont a világ legrégebbi, 953-ban alapított egyetemének, amely ma is népszerű a muszlim világban. A 14. században a városhoz egy zsidó negyed épült, ebből a korból származnak a medina fő műemlékei, köztük a királyi palota, a nagymecset, és az 1323-ban épült Szahridzs-medresze, valamint a mai városszerkezet. Fez el-Dzsedid városrészben főleg kézművesek és kereskedők laktak, a városrész fontosságát korániskolák és mecsetek jelzik. Fez 1912-ben elvesztette fővárosi rangját, de ennek ellenére továbbra is az ország szellemi központja maradt. |                        |

| | Speyeri dóm |
| Németország |             |
| Kulturális (II) |             |
| Hivatkozás: 168 |             |
| Az 1. században a rómaiak által alapított településen már a 6. vagy a 7. században püspöki székhelyet hoztak létre, majd a 11. század elején kezdték el építeni a székesegyházat, amelyet a császár a száli frank uralkodók temetkezési helyéül szánt. A II. Konrád német-római császár uralkodása alatt épült speyeri dóm a maga korában a legnagyobb székesegyház volt a nyugati kereszténység területén és a 11. valamint a 12. században jelentős befolyást gyakorolt a román építészet fejlődésére. A templom majdnem három évszázadon át a német császárok temetkezési helye volt. Az 1030-ban alapított, négy toronnyal és két kupolával ellátott templomot 1061-ben szentelték fel IV. Henrik, az alapító unokájának idejében. Az 1093-ban elkészült kripta tizenhat uralkodó nyughelye. 1689-ben a pfalzi örökösödési háború idején az épület egy tűzvészben súlyosan megrongálódott. Helyreállítása 1772-ben kezdődött el, majd a 19. század közepén a templom belső terét festményekkel díszítették, nyugati vége mellé egy új épülettömböt emeltek. A 20. század közepén a katedrálist a 11. századi formájára igyekeztek helyreállítani. |             |

| | Würzburgi püspöki palota |
| Németország |                          |
| Kulturális (I)(IV) |                          |
| Védett terület: 14,77 ha, puffer zóna: 25,06 ha, hivatkozás: 169 |                          |
| A würzburgi püspöki rezidenciát, Németország egyik legnagyobb és legszebb palotáját Johann Philipp Franz von Schönborn hercegérsek megrendelésére 1720-ban kezdték el építeni. A palota nagy részét 1744-re már be is fejezték, díszítése 1770-ig tartott. A tervezéssel Johann Balthasar Neumannt bízták meg, de a koncepció és a végleges tervek kidolgozásában a kor több más jelentős építésze, köztük a bécsi Lukas von Hildebrandt, valamint a párizsi Robert de Cotte és Germain Boffrand is részt vett. A palota két legfontosabb része a császárterem és a lépcsőház, amelyeket a velencei Giovanni Battista Tiepolo freskóival díszítettek. A lépcsőházban látható, az akkor ismert négy földrészt megjelenítő 600 négyzetméteres mennyezetfestmény a világ legnagyobb freskója. Európát ábrázoló részén a művész azokat a személyeket is megjelenítette akik szerepet játszottak a rezidencia létrejöttében, a megrendelő érseket, az építész Neumannt, saját magát és fiát, Giandomenicót. A palotához tartozó kertet Johann Prokop Mayer tervezte a 18. század végén, fő látványossága egy kerek medence benne egy monolit lávakővel. |                          |

| | Lahor erődje és a Shalimar-kertek |
| Pakisztán |                                   |
| Kulturális (I)(II)(III) |                                   |
| Hivatkozás: 171 |                                   |
| A városközponttól északnyugatra fekvő erőd története a 11. századnál is korábbra nyúlik vissza. Miután a 13. és a 15. század között többször is lerombolták Nagy Akbar mogul uralkodó trónra lépése után kibővítették és jelentősen átalakították és a császár hatalmának egyik jelképévé változtatták. Az erőd területén belül két évszázadon keresztül folyt az építkezés, a napjainkban látható huszonegy megóvott műemlék tekinthető a mogul építőművészeti formák egyik leggazdagabb gyűjteményének. Közülük a legfontosabb az 1631 és 1632 között épített királyi palota az üvegmozaikokkal és féldrágakövekkel díszített Shish Mahal. A Shalimar-kertek a mogul kertépítészet csúcspontjai. A tizenhat hektáron elterülő kerteket 1641-ben kezdték el kialakítani három teraszon. A területen lodzsákat építettek, vízeséseket alakítottak ki, dísztavakat ástak és számos fafélét telepítettek. A helyszín 2000-ben felkerült a veszélyeztetett helyszínek listájára mert egy útépítés során az öntözőrendszer és a kertet körülvevő falak egy részét lerombolták. |                                   |

| | Tatta történelmi emlékei |
| Pakisztán |                          |
| Kulturális (III) |                          |
| Hivatkozás: 143 |                          |
| Thatta három dinasztia fővárosa volt. Ekkor a mai Szind tartomány politikailag és gazdaságilag is jelentős önálló területnek számított, majd a 16. század végén a Mogul Birodalom része lett. A térség a 14. századtól egészen a 18. századig fejlődött. Iszlám műemlékeire a különféle stílusok összeolvadása jellemző. A romváros egy völgyben terül el, a mellette álló Makli-domb szélén pedig a 15 négyzetkilométeren elterülő nekropolisz maradványai állnak. A kiterjedt romterület pontos képet a tartomány történelméről és kultúrájáról. Legfontosabb épülete a Sáh Dzsahán parancsára 1644-ben elkezdett, kilencvenhárom kupolával díszített Nagymecset, amelynek belsejét türkizkék kerámiamozaikokkal díszítették. A domb északi részén állnak a Szamma-dinasztia uralkodóinak emelt mauzóleumok, közülük a 15. század végén uralkodó Nizámuddin szultán gazdagon díszített síremléke a szindi építészet egyik remeke. Figyelemre méltó még Mirza Dzsán Baba sárga mészkőből épített síremléke a 16. század második feléből, amit gazdag arabeszk- és indamotívum-díszítéssel láttak el. |                          |

| | Darién Nemzeti Park |
| Panama |                     |
| Természeti (VII)(IX)(X) |                     |
| Védett terület: 579 000 ha, hivatkozás: 159 |                     |
| A Kelet-Panamában, a kolumbiai határ mellett elterülő, mintegy hatezer négyzetkilométert elfoglaló nemzeti park a Csendes-óceán partjaitól felnyúlik a karibi partvidéken emelkedő hegyekig. 1980-ban nyilvánították nemzeti parkká, de már 1972-ben védelem alá vonták. A parkot homokos és sziklás partok, árapállyal érintett mangrovefákkal borított területek, és különféle esőerdők borítják, ennek következtében állatvilága rendkívül gazdag. Ökoszisztémáit az összes amerikai trópusi terület között a legváltozatosabbnak tartják. Élővilágát még nem teljesen térképezték fel, de az biztos, hogy itt található a dél- és észak-amerikai fajok egyik találkozóhelye. Közülük a legfontosabbak az erdei kutya, az óriás hangyász, a jaguár, az ocelot, a vízidisznó, a kajmán, az amerikai krokodil, a tapír és a puma. A Dariénben élő 450 madárfaj közül 5 csak itt található meg. A park antropológiai szempontból is nagyon jelentős mivel a choco és a kuna indiánok a mai napig is ősi hagyományaik szerint élnek itt és igyekeznek megőrizni kultúrájukat. |                     |

| | Djoudj Nemzeti Madárrezervátum |
| Szenegál |                                |
| Természeti (VII)(X) |                                |
| Védett terület: 16 000 ha, hivatkozás: 25 |                                |
| A Szenegál folyó deltatorkolatában, a Gorom mellékfolyó és a főfolyam között, a mauritániai határ mentén fekvő madárrezervátum egy 160 négyzetkilométer kiterjedésű terület, ahol patakok, csatornák, holtágak és kiterjedt lápvidékek veszik körbe a Djoudj-tavat. A rezervátum az őshonos fajokon kívül számos európai és ázsiai költöző madárnak ad menedéket, a száraz évszakban a területet másfél millió madár népesíti be. Vándorlásuk során itt jutnak először friss vízhez, miután átrepültek a Szahara felett. Itt található Nyugat-Afrika legnagyobb pelikánkolóniája is, létszáma meghaladja a tízezer egyedet. A törékeny egyensúlyú menedékhelyen páratlan madárkolónia, többek között flamingók, kormoránok, darvak, kanalasgémek, arab túzokok fészkelnek. A madarakon kívül teknősök, krokodilok, varacskos disznók, sakálok, gazellák is élnek a területen. |                                |

| | Niokolo-Koba Nemzeti Park |
| Szenegál |                           |
| A veszélyeztetett világörökségi helyszínek listájára került: 2007 |                           |
| Természeti (X) |                           |
| Védett terület: 913 000 ha, hivatkozás: 153 |                           |
| A nemzeti park, Nyugat-Afrika egyik legnagyobb természetvédelmi területe egy tízezer négyzetkilométeres területen fekszik, és átmenetet képez a száraz szavanna és Guinea mocsári erdőségei között. Dél felől a Gambia folyó felső szakasza határolja, amelynek két oldalán hatalmas kiterjedésű bokros és erdős vidékek terülnek el. A park északi irányban benyúlik Kelet-Szenegál száraz szavannájába. A parkban jól megfigyelhetők a szavannai ökoszisztéma működésének legfontosabb jellegzetességei. Az esős évszakban nagy kiterjedésű területek válnak lápvidékké. A változatos táj gazdag állatvilágnak ad otthont. Az itt élő több mint hetven emlősfaj között megtalálható a víziló, az elefánt, a zsiráf, a kafferbivaly, a gazella, a leopárd, az oroszlán, a gepárd, a sakál, és a hiéna, valamint a veszélyeztetett jávorantilop, a világ legnagyobb antilopfajtája. A madárfajok száma meghaladja a háromszázat, ezen kívül húsz kétéltű és számtalan gerinctelen faj él a területen. Egy tervezett vízerőmű és orvvadászat miatt 2007-ben a helyszín felkerült a Veszélyeztetett világörökségi helyszínek listájára. |                           |

| | Kilwa Kisiwani és Songo Mnara romjai |
| Tanzánia |                                      |
| Kulturális (III) |                                      |
| Hivatkozás: 144 |                                      |
| A tanzániai partok mellett két szigeten található romokban álló kikötővárosok egykor fontos szerepet játszottak az Ázsiával folytatott kereskedelemben. A romok tanulmányozása nagyban hozzájárult a szuahéli kultúra és a kelet-afrikai partokat ért iszlám befolyás megértéséhez. Az Indiai-óceán térségébe irányuló kereskedelem nagy részét már az ezredforduló idején Kilwán keresztül bonyolították le. A város a 14. század végén kezdett hanyatlani, de egészen a 16. századig fontos szerepet töltött be. A főbb árucikkek közé tartozott az arany, az ezüst, az igazgyöngy, a kínai porcelán, illatszerek, arab edények, és a perzsa cserépáru. A helyszín legfontosabb műemlékei Huszuni szultánnak a 14. század első harmadában épített palotája, az egykori portugál Gereza-erőd, és a Nagymecset, Kelet-Afrika legnagyobb mecsete. Songo Mnara szigetének fontos építészeti emléke a 12. században emelt Nagymecset, amelyet döngölt agyagba ágyazott korall-lapok díszítenek. |                                      |

| | Serengeti Nemzeti Park |
| Tanzánia |                        |
| Természeti (VII)(X) |                        |
| Védett terület: 1 476 300 ha, hivatkozás: 156 |                        |
| A Viktória-tótól keletre elterülő, Tanzániából a szomszédos Kenyába átnyúló Serengeti síksága 15000 négyzetkilométer szavannát és nyílt erdős területet foglal magába. A nemzeti park egybefüggő területet alkot az 1979-ben a világörökség részévé nyilvánított Ngorongoro Természetvédelmi Területtel. A park fő jellegzetessége a hatalmas állatcsordák vándorlása, amelyek a száraz és az esős évszak váltakozása által meghatározott útvonalat követik. A csordákat több ezer egyedből álló oroszlánpopuláció falkái, valamint hiénák és sakálok kísérik. A Serengetit 1921-ben részleges, 1929-ben teljes védelem alá helyezték, majd 1951-ben nyilvánították nemzeti parkká. A területen az évezredek során számos egymástól nagyon különböző faj számára jött létre bioszféra, de a vadászok 19. századi megjelenésével felborult az egyensúly és a túlzott vadászat olyan mértékben károsította az állatállományt amelynek hatása máig érződik. A térség jellegzetes állatai közé tartoznak a zsiráfok, kafferbivalyok, antilopok, vízilovak, orrszarvúak, hiénák, sakálok, oroszlánok, huszármajmok, emuk, és az elefántok. A kisebb emlősök között számos denevér-, makifaj, pávián, földimalac, mezei nyúl, sündisznó, vadmacska található itt. A hüllők között leggyakoribb a krokodil, a varánusz és a különféle kígyók. A park ezen kívül több mint 500 madárfajnak ad otthont. |                        |